# 🇳🇫
🇳🇫 is een Unicode-vlagsequentie-emoji die gebruikt wordt als regionale indicator voor Norfolk. De meest gebruikelijke weergave is die van de vlag van Norfolk, maar op sommige platforms (waaronder Microsoft Windows) ziet men de letters NF.
De vlagsequentie is opgebouwd uit de combinatie van de Regional Indicator Symbols 🇳 (U+1F1F3) en 🇫 (U+1F1EB), tezamen de ISO 3166-1-alpha-2-code NF voor Norfolk vormend.
Deze emoji werd in 2010 geïntroduceerd met de Unicode 6.0-standaard.

## Gebruik

De landsvlag van Norfolk

Deze emoji wordt gebruikt als regionale aanduiding van Norfolk.

## Codering

### Unicode
In Unicode vindt men de 🇳🇫 met de codesequentie U+1F1F3 U+1F1EB (hex).

### Shortcode
Er zijn shortcodes voor 🇳🇫; in GitHub kan deze opgeroepen worden met :norfolk island:, in Slack kan de emoji worden opgeroepen met de code :flag-nf:.